# Andreas Christensen
Andreas Bødtker Christensen (Allerød, 10 aprile 1996) è un calciatore danese, difensore del Barcellona e della nazionale danese.

## Caratteristiche tecniche
Difensore centrale molto alto, non molto forte fisicamente ma ottimo in marcatura e nei contrasti, specialmente negli uno contro uno. Bravo di testa e dotato di una tecnica individuale che gli consente di impostare il gioco con passaggi precisi e lanci lunghi a scavalcare le difese avversarie. Per la sua buona visione di gioco talvolta è stato impiegato come vertice basso di centrocampo.

## Carriera

### Club

#### Chelsea e prestito a Mönchengladbach
Cresciuto nelle giovanili del Chelsea, è stato promosso in prima squadra nella stagione 2014-2015, dove ha conseguito una presenza in Capital One Cup, una in FA Cup e una in Premier League, vincendo anche la UEFA Youth League con la formazione giovanile. Il 24 maggio 2015 ha debuttato in Premier League in occasione del successo per 3-1 contro il Sunderland.
Il 10 luglio 2015 passa in prestito biennale al Borussia Mönchengladbach. Il 23 febbraio 2017 ha segnato un gol alla Fiorentina nella partita di ritorno dei sedicesimi di finale di UEFA Europa League, terminata 2-4.

#### Ritorno al Chelsea
Dopo 2 stagioni buone in Germania torna al Chelsea dove inaspettatamente diventa titolare soffiando il posto a David Luiz negli 11 titolari di Antonio Conte a novembre.
Tuttavia con l'arrivo in panchina nell'estate 2018 di Maurizio Sarri, Christensen viene relegato in panchina con il difensore brasiliano che torna nell'11 titolare, con il danese che invece gioca l'Europa League. Il 19 gennaio 2019 ha anche avuto un diverbio con l'allenatore toscano che lo ha criticato in conferenza stampa per via del fatto che, dopo essere stato sostituito al 75' di Arsenal-Chelsea, è andato dritto negli spogliatoi senza andare in panchina. Nel finale di stagione ha disputato più partite in Premier per via dell'infortunio di Antonio Rüdiger. In tutto l'anno ha disputato appena 8 gare in Premier e tutte e 15 quelle in Europa League, poi vinta in finale contro l'Arsenal per 4-1.
Con l'arrivo di Frank Lampard sulla panchina dei blues Christensen continua a essere riserva nel 2019-2020, per poi finire ai margini della rosa l'anno successivo; nel gennaio 2021 Lampard viene esonerato e rimpiazzato da Thomas Tuchel, e Christensen ne giova tornando nelle rotazioni dalla squadra venendo impiegato in più occasioni dal primo minuto. Il 28 maggio 2021 il Chelsea disputa la finale di Champions contro il Manchester City; Christensen parte dalla panchina salvo poi subentrare sul finire del primo tempo all'infortunato Thiago Silva, e fornendo una buona prestazione con cui aiuta il club a vincere la sua seconda Champions League.
L'anno successivo si apre per lui col successo in Supercoppa UEFA contro il Villarreal. Il 20 ottobre 2021 segna il suo primo gol con i blues, oltre che in Champions League, nel successo per 4-0 contro il Malmö FF. Il 10 giugno 2022 il club annuncia che non avrebbe rinnovato il contratto del giocatore.

#### Barcellona
Rimasto svincolato, il 4 luglio 2022 si trasferisce al Barcellona. Nella sua prima stagione in blaugrana conquista la supercoppa nazionale ed il 14 maggio 2023 si laurea per la prima volta campione di Spagna, in seguito alla vittoria per 4-2 nel derby contro l'Espanyol.

### Nazionale
Ha esordito con la nazionale Under-21 durante le qualificazioni agli europei di categoria.
L'8 giugno 2015 ha esordito in nazionale maggiore in amichevole contro il Montenegro. Il 14 novembre 2017 realizza la sua prima rete in nazionale maggiore nel successo per 1-5 nel play-off contro l'Irlanda, che consente ai danesi di andare ai Mondiali 2018. Viene poi convocato per la rassegna iridata, durante la quale scende in campo in tutte e quattro le partite giocate dai danesi, eliminati ai rigori agli ottavi di finale dalla Croazia. Nel 2021 viene convocato per gli europei, competizione in cui va a segno nel successo per 4-1 contro la Russia ai gironi. L'europeo dei danesi termina in semifinale ai supplementari contro l'Inghilterra, partita in cui Christensen è uscito al 79' per infortunio.

## Statistiche

### Presenze e reti nei club
Statistiche aggiornate al 4 maggio 2024.
| Stagione                   | Squadra                    | Campionato                 | Campionato | Campionato | Coppe nazionali | Coppe nazionali | Coppe nazionali | Coppe continentali | Coppe continentali | Coppe continentali | Altre coppe | Altre coppe | Altre coppe | Totale | Totale |
| Stagione                   | Squadra                    | Comp                       | Pres       | Reti       | Comp            | Pres            | Reti            | Comp               | Pres               | Reti               | Comp        | Pres        | Reti        | Pres   | Reti   |
| -------------------------- | -------------------------- | -------------------------- | ---------- | ---------- | --------------- | --------------- | --------------- | ------------------ | ------------------ | ------------------ | ----------- | ----------- | ----------- | ------ | ------ |
| 2014-2015                  | Chelsea                    | PL                         | 1          | 0          | FACup+CdL       | 1+1             | 0               | UCL                | 0                  | 0                  | -           | -           | -           | 3      | 0      |
| 2015-2016                  | Borussia M'gladbach        | BL                         | 31         | 3          | CG              | 3               | 0               | UCL                | 5                  | 0                  | -           | -           | -           | 39     | 3      |
| 2016-2017                  | Borussia M'gladbach        | BL                         | 31         | 2          | CG              | 3               | 0               | UCL+UEL            | 6+3                | 0+2                | -           | -           | -           | 43     | 4      |
| Totale Borussia M'gladbach | Totale Borussia M'gladbach | Totale Borussia M'gladbach | 62         | 5          |                 | 6               | 0               |                    | 14                 | 2                  |             | -           | -           | 82     | 7      |
| 2017-2018                  | Chelsea                    | PL                         | 27         | 0          | FACup+CdL       | 3+4             | 0               | UCL                | 6                  | 0                  | CS          | 0           | 0           | 40     | 0      |
| 2018-2019                  | Chelsea                    | PL                         | 8          | 0          | FACup+CdL       | 2+4             | 0               | UEL                | 15                 | 0                  | CS          | -           | -           | 29     | 0      |
| 2019-2020                  | Chelsea                    | PL                         | 21         | 0          | FACup+CdL       | 2+0             | 0               | UCL                | 4                  | 0                  | SU          | 1           | 0           | 28     | 0      |
| 2020-2021                  | Chelsea                    | PL                         | 17         | 0          | FACup+CdL       | 3+0             | 0               | UCL                | 7                  | 0                  | -           | -           | -           | 27     | 0      |
| 2021-2022                  | Chelsea                    | PL                         | 19         | 0          | FACup+CdL       | 3+1             | 1+0             | UCL                | 8                  | 1                  | SU          | 1+2         | 0           | 34     | 2      |
| Totale Chelsea             | Totale Chelsea             | Totale Chelsea             | 93         | 0          |                 | 24              | 1               |                    | 40                 | 1                  |             | 4           | 0           | 161    | 2      |
| 2022-2023                  | Barcellona                 | PD                         | 23         | 1          | CR              | 2               | 0               | UCL                | 5                  | 0                  | SS          | 2           | 0           | 32     | 1      |
| 2023-2024                  | Barcellona                 | PD                         | 26         | 2          | CR              | 3               | 0               | UCL                | 7                  | 1                  | SS          | 2           | 0           | 38     | 3      |
| 2024-2025                  | Barcellona                 | PD                         | 5          | 0          | CR              | 0               | 0               | UCL                | 1                  | 0                  | SS          | 0           | 0           | 6      | 0      |
| Totale Barcellona          | Totale Barcellona          | Totale Barcellona          | 49         | 3          |                 | 5               | 0               |                    | 12                 | 1                  |             | 4           | 0           | 70     | 4      |
| Totale carriera            | Totale carriera            | Totale carriera            | 204        | 8          |                 | 35              | 1               |                    | 66                 | 4                  |             | 8           | 0           | 313    | 13     |

### Cronologia presenze e reti in nazionale
| Cronologia completa delle presenze e delle reti in nazionale ― Danimarca | Cronologia completa delle presenze e delle reti in nazionale ― Danimarca | Cronologia completa delle presenze e delle reti in nazionale ― Danimarca | Cronologia completa delle presenze e delle reti in nazionale ― Danimarca | Cronologia completa delle presenze e delle reti in nazionale ― Danimarca | Cronologia completa delle presenze e delle reti in nazionale ― Danimarca | Cronologia completa delle presenze e delle reti in nazionale ― Danimarca | Cronologia completa delle presenze e delle reti in nazionale ― Danimarca |
| Data                                                                     | Città                                                                    | In casa                                                                  | Risultato                                                                | Ospiti                                                                   | Competizione                                                             | Reti                                                                     | Note                                                                     |
| ------------------------------------------------------------------------ | ------------------------------------------------------------------------ | ------------------------------------------------------------------------ | ------------------------------------------------------------------------ | ------------------------------------------------------------------------ | ------------------------------------------------------------------------ | ------------------------------------------------------------------------ | ------------------------------------------------------------------------ |
| 8-6-2015                                                                 | Viborg                                                                   | Danimarca                                                                | 2 – 1                                                                    | Montenegro                                                               | Amichevole                                                               | -                                                                        | 63’                                                                      |
| 13-6-2015                                                                | Copenaghen                                                               | Danimarca                                                                | 2 – 0                                                                    | Serbia                                                                   | Qual. Euro 2016                                                          | -                                                                        | 77’                                                                      |
| 24-3-2016                                                                | Herning                                                                  | Danimarca                                                                | 2 – 1                                                                    | Islanda                                                                  | Amichevole                                                               | -                                                                        |                                                                          |
| 29-3-2016                                                                | Glasgow                                                                  | Scozia                                                                   | 1 – 0                                                                    | Danimarca                                                                | Amichevole                                                               | -                                                                        |                                                                          |
| 3-6-2016                                                                 | Copenaghen                                                               | Danimarca                                                                | 2 – 2 (4 – 3 dtr)                                                        | Bosnia ed Erzegovina                                                     | Kirin Cup                                                                | -                                                                        |                                                                          |
| 7-6-2016                                                                 | Brøndby                                                                  | Danimarca                                                                | 4 – 0                                                                    | Bulgaria                                                                 | Kirin Cup                                                                | -                                                                        |                                                                          |
| 31-8-2016                                                                | Horsens                                                                  | Danimarca                                                                | 5 – 0                                                                    | Liechtenstein                                                            | Amichevole                                                               | -                                                                        |                                                                          |
| 4-9-2016                                                                 | Copenaghen                                                               | Danimarca                                                                | 1 – 0                                                                    | Armenia                                                                  | Qual. Mondiali 2018                                                      | -                                                                        |                                                                          |
| 8-10-2016                                                                | Varsavia                                                                 | Polonia                                                                  | 3 – 2                                                                    | Danimarca                                                                | Qual. Mondiali 2018                                                      | -                                                                        |                                                                          |
| 11-10-2016                                                               | Copenaghen                                                               | Danimarca                                                                | 0 – 1                                                                    | Montenegro                                                               | Qual. Mondiali 2018                                                      | -                                                                        |                                                                          |
| 26-3-2017                                                                | Cluj-Napoca                                                              | Romania                                                                  | 0 – 0                                                                    | Danimarca                                                                | Qual. Mondiali 2018                                                      | -                                                                        |                                                                          |
| 6-6-2017                                                                 | Brøndby                                                                  | Danimarca                                                                | 1 – 1                                                                    | Germania                                                                 | Amichevole                                                               | -                                                                        | 46’                                                                      |
| 8-10-2017                                                                | Copenaghen                                                               | Danimarca                                                                | 1 – 1                                                                    | Romania                                                                  | Qual. Mondiali 2018                                                      | -                                                                        |                                                                          |
| 14-11-2017                                                               | Dublino                                                                  | Irlanda                                                                  | 1 – 5                                                                    | Danimarca                                                                | Qual. Mondiali 2018                                                      | 1                                                                        |                                                                          |
| 2-6-2018                                                                 | Solna                                                                    | Svezia                                                                   | 0 – 0                                                                    | Danimarca                                                                | Amichevole                                                               | -                                                                        |                                                                          |
| 9-6-2018                                                                 | Brøndby                                                                  | Danimarca                                                                | 2 – 0                                                                    | Messico                                                                  | Amichevole                                                               | -                                                                        |                                                                          |
| 16-6-2018                                                                | Saransk                                                                  | Perù                                                                     | 0 – 1                                                                    | Danimarca                                                                | Mondiali 2018 - 1º turno                                                 | -                                                                        | 81’                                                                      |
| 21-6-2018                                                                | Samara                                                                   | Danimarca                                                                | 1 – 1                                                                    | Australia                                                                | Mondiali 2018 - 1º turno                                                 | -                                                                        |                                                                          |
| 26-6-2018                                                                | Mosca                                                                    | Danimarca                                                                | 0 – 0                                                                    | Francia                                                                  | Mondiali 2018 - 1º turno                                                 | -                                                                        |                                                                          |
| 1-7-2018                                                                 | Nižnij Novgorod                                                          | Croazia                                                                  | 1 – 1 dts (3 – 2 dtr)                                                    | Danimarca                                                                | Mondiali 2018 - Ottavi di finale                                         | -                                                                        | 46’                                                                      |
| 13-10-2018                                                               | Dublino                                                                  | Irlanda                                                                  | 0 – 0                                                                    | Danimarca                                                                | UEFA Nations League 2018-2019 - 1º turno                                 | -                                                                        | 79’                                                                      |
| 16-10-2018                                                               | Herning                                                                  | Danimarca                                                                | 2 – 0                                                                    | Austria                                                                  | Amichevole                                                               | -                                                                        | 63’                                                                      |
| 16-11-2018                                                               | Cardiff                                                                  | Galles                                                                   | 1 – 2                                                                    | Danimarca                                                                | UEFA Nations League 2018-2019 - 1º turno                                 | -                                                                        |                                                                          |
| 21-3-2019                                                                | Pristina                                                                 | Kosovo                                                                   | 2 – 2                                                                    | Danimarca                                                                | Amichevole                                                               | -                                                                        | 60’                                                                      |
| 7-6-2019                                                                 | Copenaghen                                                               | Danimarca                                                                | 1 – 1                                                                    | Irlanda                                                                  | Qual. Euro 2020                                                          | -                                                                        |                                                                          |
| 10-6-2019                                                                | Copenaghen                                                               | Danimarca                                                                | 5 – 1                                                                    | Georgia                                                                  | Qual. Euro 2020                                                          | -                                                                        |                                                                          |
| 5-9-2019                                                                 | Gibilterra                                                               | Gibilterra                                                               | 0 – 6                                                                    | Danimarca                                                                | Qual. Euro 2020                                                          | -                                                                        |                                                                          |
| 8-9-2019                                                                 | Tbilisi                                                                  | Georgia                                                                  | 0 – 0                                                                    | Danimarca                                                                | Qual. Euro 2020                                                          | -                                                                        |                                                                          |
| 12-10-2019                                                               | Copenaghen                                                               | Danimarca                                                                | 1 – 0                                                                    | Svizzera                                                                 | Qual. Euro 2020                                                          | -                                                                        | 87’                                                                      |
| 15-11-2019                                                               | Copenaghen                                                               | Danimarca                                                                | 6 – 0                                                                    | Gibilterra                                                               | Qual. Euro 2020                                                          | -                                                                        | 78’                                                                      |
| 18-11-2019                                                               | Dublino                                                                  | Irlanda                                                                  | 1 – 1                                                                    | Danimarca                                                                | Qual. Euro 2020                                                          | -                                                                        | 84’                                                                      |
| 5-9-2020                                                                 | Copenaghen                                                               | Danimarca                                                                | 0 – 2                                                                    | Belgio                                                                   | UEFA Nations League 2020-2021 - 1º turno                                 | -                                                                        |                                                                          |
| 8-9-2020                                                                 | Copenaghen                                                               | Danimarca                                                                | 0 – 0                                                                    | Inghilterra                                                              | UEFA Nations League 2020-2021 - 1º turno                                 | -                                                                        |                                                                          |
| 7-10-2020                                                                | Herning                                                                  | Danimarca                                                                | 4 – 0                                                                    | Fær Øer                                                                  | Amichevole                                                               | -                                                                        | 72’                                                                      |
| 11-10-2020                                                               | Reykjavík                                                                | Islanda                                                                  | 0 – 3                                                                    | Danimarca                                                                | UEFA Nations League 2020-2021 - 1º turno                                 | -                                                                        |                                                                          |
| 14-10-2020                                                               | Londra                                                                   | Inghilterra                                                              | 0 – 1                                                                    | Danimarca                                                                | UEFA Nations League 2020-2021 - 1º turno                                 | -                                                                        | 38’ 46’                                                                  |
| 15-11-2020                                                               | Copenaghen                                                               | Danimarca                                                                | 2 – 1                                                                    | Islanda                                                                  | UEFA Nations League 2020-2021 - 1º turno                                 | -                                                                        |                                                                          |
| 18-11-2020                                                               | Lovanio                                                                  | Belgio                                                                   | 4 – 2                                                                    | Danimarca                                                                | UEFA Nations League 2020-2021 - 1º turno                                 | -                                                                        |                                                                          |
| 25-3-2021                                                                | Tel Aviv                                                                 | Israele                                                                  | 0 – 2                                                                    | Danimarca                                                                | Qual. Mondiali 2022                                                      | -                                                                        |                                                                          |
| 31-3-2021                                                                | Vienna                                                                   | Austria                                                                  | 0 – 4                                                                    | Danimarca                                                                | Qual. Mondiali 2022                                                      | -                                                                        |                                                                          |
| 6-6-2021                                                                 | Brøndbyvester                                                            | Danimarca                                                                | 2 – 0                                                                    | Bosnia ed Erzegovina                                                     | Amichevole                                                               | -                                                                        |                                                                          |
| 12-6-2021                                                                | Copenaghen                                                               | Danimarca                                                                | 0 – 1                                                                    | Finlandia                                                                | Euro 2020 - 1º turno                                                     | -                                                                        |                                                                          |
| 17-6-2021                                                                | Copenaghen                                                               | Danimarca                                                                | 1 – 2                                                                    | Belgio                                                                   | Euro 2020 - 1º turno                                                     | -                                                                        |                                                                          |
| 21-6-2021                                                                | Copenaghen                                                               | Russia                                                                   | 1 – 4                                                                    | Danimarca                                                                | Euro 2020 - 1º turno                                                     | 1                                                                        |                                                                          |
| 26-6-2021                                                                | Amsterdam                                                                | Galles                                                                   | 0 – 4                                                                    | Danimarca                                                                | Euro 2020 - Ottavi di finale                                             | -                                                                        |                                                                          |
| 3-7-2021                                                                 | Baku                                                                     | Rep. Ceca                                                                | 1 – 2                                                                    | Danimarca                                                                | Euro 2020 - Quarti di finale                                             | -                                                                        | 81’                                                                      |
| 7-7-2021                                                                 | Londra                                                                   | Inghilterra                                                              | 2 – 1 dts                                                                | Danimarca                                                                | Euro 2020 - Semifinale                                                   | -                                                                        | 79’                                                                      |
| 1-9-2021                                                                 | Copenaghen                                                               | Danimarca                                                                | 2 – 0                                                                    | Scozia                                                                   | Qual. Mondiali 2022                                                      | -                                                                        |                                                                          |
| 4-9-2021                                                                 | Tórshavn                                                                 | Fær Øer                                                                  | 0 – 1                                                                    | Danimarca                                                                | Qual. Mondiali 2022                                                      | -                                                                        |                                                                          |
| 7-9-2021                                                                 | Copenaghen                                                               | Danimarca                                                                | 5 – 0                                                                    | Israele                                                                  | Qual. Mondiali 2022                                                      | -                                                                        | 33’                                                                      |
| 9-10-2021                                                                | Chișinău                                                                 | Moldavia                                                                 | 0 – 4                                                                    | Danimarca                                                                | Qual. Mondiali 2022                                                      | -                                                                        |                                                                          |
| 12-10-2021                                                               | Copenaghen                                                               | Danimarca                                                                | 1 – 0                                                                    | Austria                                                                  | Qual. Mondiali 2022                                                      | -                                                                        |                                                                          |
| 12-11-2021                                                               | Copenaghen                                                               | Danimarca                                                                | 3 – 1                                                                    | Fær Øer                                                                  | Qual. Mondiali 2022                                                      | -                                                                        |                                                                          |
| 15-11-2021                                                               | Glasgow                                                                  | Scozia                                                                   | 2 – 0                                                                    | Danimarca                                                                | Qual. Mondiali 2022                                                      | -                                                                        |                                                                          |
| 10-6-2022                                                                | Copenaghen                                                               | Danimarca                                                                | 0 – 1                                                                    | Croazia                                                                  | UEFA Nations League 2022-2023 - 1º turno                                 | -                                                                        |                                                                          |
| 13-6-2022                                                                | Copenaghen                                                               | Danimarca                                                                | 2 – 0                                                                    | Austria                                                                  | UEFA Nations League 2022-2023 - 1º turno                                 | -                                                                        |                                                                          |
| 22-9-2022                                                                | Zagabria                                                                 | Croazia                                                                  | 2 – 1                                                                    | Danimarca                                                                | UEFA Nations League 2022-2023 - 1º turno                                 | -                                                                        |                                                                          |
| 25-9-2022                                                                | Copenaghen                                                               | Danimarca                                                                | 2 – 0                                                                    | Francia                                                                  | UEFA Nations League 2022-2023 - 1º turno                                 | -                                                                        |                                                                          |
| 22-11-2022                                                               | Al Rayyan                                                                | Danimarca                                                                | 0 – 0                                                                    | Tunisia                                                                  | Mondiali 2022 - 1º turno                                                 | -                                                                        |                                                                          |
| 26-11-2022                                                               | Doha                                                                     | Francia                                                                  | 2 – 1                                                                    | Danimarca                                                                | Mondiali 2022 - 1º turno                                                 | 1                                                                        | 20’                                                                      |
| 30-11-2022                                                               | Al Wakrah                                                                | Australia                                                                | 1 – 0                                                                    | Danimarca                                                                | Mondiali 2022 - 1º turno                                                 | -                                                                        |                                                                          |
| 23-3-2023                                                                | Copenaghen                                                               | Danimarca                                                                | 3 – 1                                                                    | Finlandia                                                                | Qual. Euro 2024                                                          | -                                                                        | 18’                                                                      |
| 16-6-2023                                                                | Copenaghen                                                               | Danimarca                                                                | 1 – 0                                                                    | Irlanda del Nord                                                         | Qual. Euro 2024                                                          | -                                                                        |                                                                          |
| 19-6-2023                                                                | Lubiana                                                                  | Slovenia                                                                 | 1 – 1                                                                    | Danimarca                                                                | Qual. Euro 2024                                                          | -                                                                        |                                                                          |
| 10-9-2023                                                                | Helsinki                                                                 | Finlandia                                                                | 0 – 1                                                                    | Danimarca                                                                | Qual. Euro 2024                                                          | -                                                                        |                                                                          |
| 14-10-2023                                                               | Copenaghen                                                               | Danimarca                                                                | 3 – 1                                                                    | Kazakistan                                                               | Qual. Euro 2024                                                          | -                                                                        | 23’                                                                      |
| 17-11-2023                                                               | Copenaghen                                                               | Danimarca                                                                | 2 – 1                                                                    | Slovenia                                                                 | Qual. Euro 2024                                                          | -                                                                        |                                                                          |
| 20-11-2023                                                               | Belfast                                                                  | Irlanda del Nord                                                         | 2 – 0                                                                    | Danimarca                                                                | Qual. Euro 2024                                                          | -                                                                        |                                                                          |
| 8-6-2024                                                                 | Brøndbyvester                                                            | Danimarca                                                                | 3 – 1                                                                    | Norvegia                                                                 | Amichevole                                                               | -                                                                        | 63’                                                                      |
| 16-6-2024                                                                | Stoccarda                                                                | Slovenia                                                                 | 1 – 1                                                                    | Danimarca                                                                | Euro 2024 - 1º turno                                                     | -                                                                        |                                                                          |
| 20-6-2024                                                                | Francoforte sul Meno                                                     | Danimarca                                                                | 1 – 1                                                                    | Inghilterra                                                              | Euro 2024 - 1º turno                                                     | -                                                                        |                                                                          |
| 25-6-2024                                                                | Monaco di Baviera                                                        | Danimarca                                                                | 0 – 0                                                                    | Serbia                                                                   | Euro 2024 - 1º turno                                                     | -                                                                        |                                                                          |
| 29-6-2024                                                                | Dortmund                                                                 | Germania                                                                 | 2 – 0                                                                    | Danimarca                                                                | Euro 2024 - Ottavi di finale                                             | -                                                                        | 81’                                                                      |
| Totale                                                                   |                                                                          | Presenze                                                                 | 73                                                                       |                                                                          | Reti                                                                     | 3                                                                        |                                                                          |

## Palmarès

### Club

#### Competizioni giovanili
- FA Youth Cup: 1

Chelsea: 2013-2014
- UEFA Youth League: 2

Chelsea: 2013-2014, 2014-2015

#### Competizioni nazionali
- Coppa di Lega inglese: 1

Chelsea: 2014-2015
- Campionato inglese: 1

Chelsea: 2014-2015
- Coppa d'Inghilterra: 1

Chelsea: 2017-2018
- Supercoppa di Spagna: 2

Barcellona: 2023, 2025
- Campionato spagnolo: 2

Barcellona: 2022-2023, 2024-2025
- Coppa di Spagna: 1

Barcellona: 2024-2025

#### Competizioni internazionali
- UEFA Europa League: 1

Chelsea: 2018-2019
- UEFA Champions League: 1

Chelsea: 2020-2021
- Supercoppa UEFA: 1

Chelsea: 2021
- Coppa del mondo per club: 1

Chelsea: 2021